# Oberfeldwebel-Schreiber-Kaserne
Die Oberfeldwebel-Schreiber-Kaserne war eine im Jahre 1958 errichtete Kaserne der Bundeswehr in Immendingen im südlichen Baden-Württemberg. Am 27. Mai 1967 erhielt sie ihren Namen zum Gedenken an den Ritterkreuzträger Oberfeldwebel Josef Schreiber (1919–1945).

## Geschichte

### Bundeswehr (1958–2016)
Seit 1958 waren das Panzergrenadierbataillon 293 und das Feldartilleriebataillon 295 in der Oberfeldwebel-Schreiber-Kaserne in Immendingen stationiert. Ersteres wurde 1966 in das Panzergrenadierbataillon 292 und 1993 zusammen mit dem Jägerbataillon 552 aus Böblingen zum Jägerbataillon 292 umgegliedert. Kurze Zeit nach der Umgliederung zog das Jägerbataillon 292 aus Immendingen ab und verlegte dauerhaft nach Donaueschingen. Es verblieben nach mehreren Umgliederungen aus Panzergrenadier- und Feldartillerieeinheiten sowie dem Verteidigungskreiskommando 532 und Reservelazarettgruppen das Artilleriebataillon 295, die Panzerpionierkompanie 550 und das 3. französische Husarenregiment am Standort. Nach einer Entscheidung der Französischen Streitkräfte wurde das 3. französische Husarenregiment im Juli 2011 nach Metz verlegt.

Großer Zapfenstreich 50 Jahre Bundeswehr in Immendingen mit Verteidigungsminister Franz Josef Jung

Anlässlich des 50-jährigen Jubiläums der Garnison fand am 12. September 2008 auf dem Sportplatz der Gemeinde in Anwesenheit des Bundesverteidigungsministers Franz Josef Jung ein Großer Zapfenstreich statt.
Am 26. Oktober 2011 gab Bundesverteidigungsminister Thomas de Maizière das Stationierungskonzept 2011 bekannt, nach dem der Standort Immendingen im Zuge einer Neuausrichtung und Verkleinerung der Bundeswehr geschlossen werden sollte. Die Gemeindeverwaltung von Immendingen hatte im Vorfeld den Bundesverteidigungsminister auch um die Schließung gebeten, nachdem klar wurde, dass sich die damalige Daimler AG (heute Mercedes-Benz Group) in Immendingen ansiedeln will.

Die Organisationsmaßnahmen sahen die Verlegung des Artilleriebataillons 295 und der Panzerpionierkompanie 550 nach Stetten am kalten Markt vor. Die Panzerpionierkompanie verlegte im März 2015, das Artilleriebataillon 295 verließ den Standort im März 2016. Im Anschluss wurde die Kaserne geschlossen. Bereits am 3. Dezember 2015 fand der Abschiedsappell mit Einholen der Bundesdienstflagge statt. Zuletzt waren 970 deutsche und 600 französische Dienstposten in der Kaserne beheimatet.

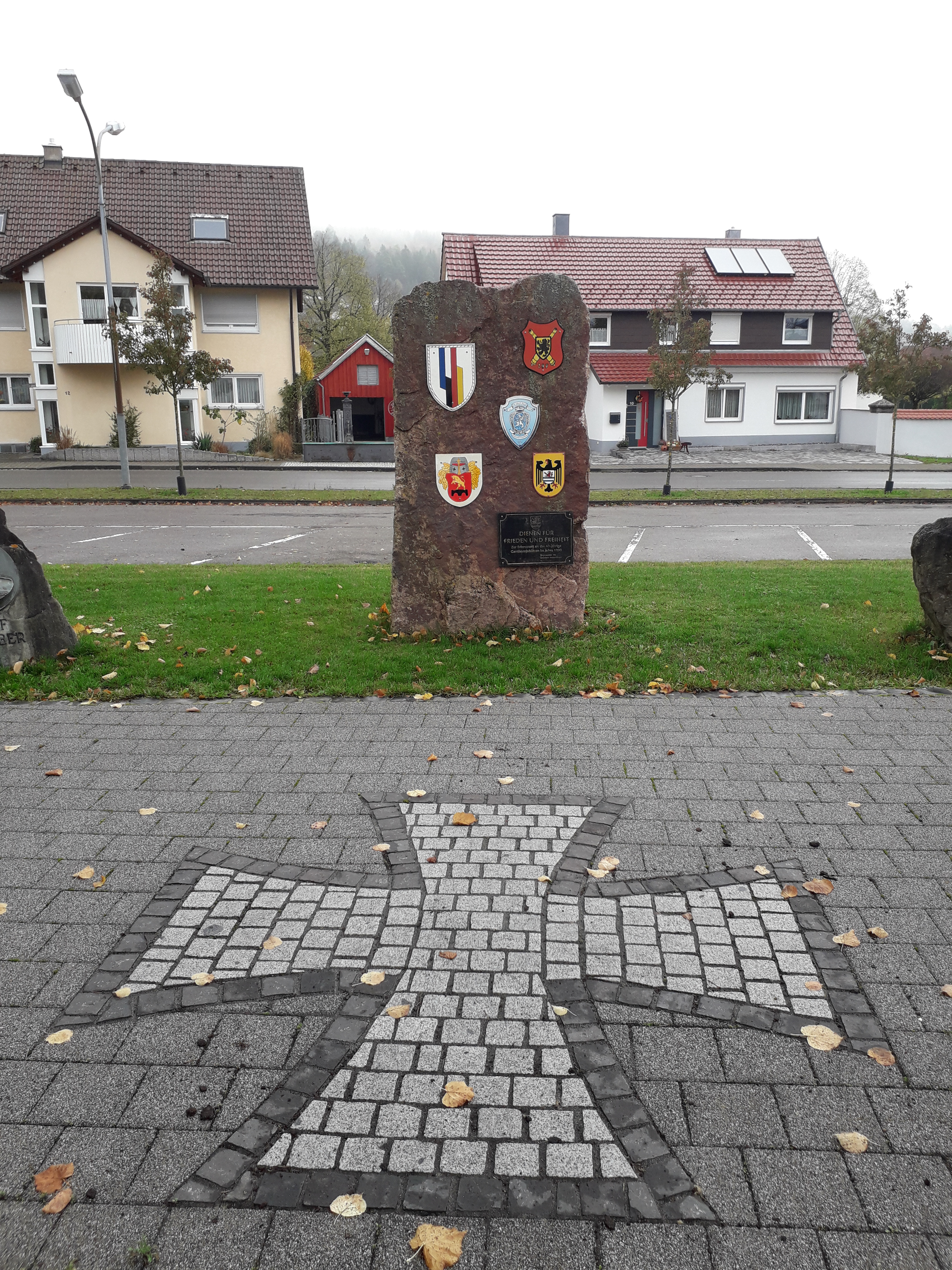
Gedenkstätte am Oberen Schloss in Immendingen

Am Oberen Schloss, dem heutigen Rathaus der Gemeinde Immendingen, entstand eine kleine Parkanlage, die an den ehemaligen Bundeswehrstandort erinnert. Unter anderem findet man hier den Gedenkstein für Oberfeldwebel Schreiber, der früher vor dem Stabsgebäude in der Kaserne stand.

### Testzentrum der Mercedes-Benz Group (seit 2015)
Auf dem 520 Hektar großen Gelände einschließlich des angrenzenden Standortübungsplatzes entstand das Prüf- und Technologiezentrum der Daimler AG. Die Bauarbeiten begannen im Februar 2015. Dazu wurden ca. 181,81 ha Waldfläche gerodet und anschließend mit Erdmassen verfüllt, die Planungen sahen Investitionen von 200 Millionen Euro und die Schaffung von 300 Arbeitsplätzen vor.
Im September 2018 wurde das Prüf- und Technologiezentrum eröffnet. Insgesamt beträgt die Länge der Teststrecken 68 Kilometer auf verschiedenen Fahrbahnbelägen wie Asphalt und Schotter.

Gedenktafel der Gemeinde Immendingen zum 40-jährigen Garnisonsjubiläum.

## Ehemalige Einheiten
Seit dem Bestehen der Kaserne waren noch weitere Einheiten in der Kaserne stationiert. Diese wurden teilweise aufgelöst oder an einen anderen Standort verlegt. Einige bestanden nur gekadert oder als Geräteeinheit (GerEinh). 
- Artilleriebataillon 295 (1958–2016; verlegt nach Stetten am kalten Markt)
- Arztgruppe Immendingen (Außenstelle des Sanitätszentrum Müllheim; aufgelöst 2016)
- Heimatschutzkompanie 5321 (GerEinh) (aufgelöst)
- Jägerbataillon 292 (1993; verlegt nach Donaueschingen)
- Panzergrenadierbataillon 292 (1966–1993; umgegliedert ins JgBtl 292)
- Panzergrenadierbataillon 293 (1958–1966; umgegliedert ins PzGrenBtl 292)
- Panzerpionierkompanie 290 (1987–1992; aufgelöst, Personal zur PzPiKp 550)
- Panzerpionierkompanie 550 (1992–2015; verlegt nach Stetten am kalten Markt)
- 3ème régiment de Hussards (1996–2011; verlegt nach Metz)
- Reservelazarettgruppe 7535 (GerEinh) (aufgelöst)
- Verteidigungskreiskommando 532 (aufgelöst 1994[13])

## Bundeswehr-Dienstleistungszentrum
Das im Zentrum von Immendingen angesiedelte Bundeswehr-Dienstleistungszentrum war für Aufgaben der Wehrverwaltung zuständig. Der Zuständigkeitsbereich des Bundeswehr-Dienstleistungszentrums Immendingen erstreckte sich auf Südbaden und den südlichen Teil Süd-Württembergs mit den Standorten Immendingen, Donaueschingen, Müllheim, Efringen-Kirchen, Freiburg im Breisgau, Todtnau-Fahl, Appenweier, Pfullendorf, Ravensburg und Leutkirch-Urlau. Insgesamt wurden 7000 Soldaten und zivile Angehörige der Bundeswehr von Immendingen aus betreut.
Heute ist in den Räumen der ehemaligen Standortverwaltung gegenüber des Bahnhofs Immendingen eine Außenstelle des Hauptzollamts Singen eingerichtet. Die Liegenschaften gegenüber der Kaserne sind in den Besitz der Mercedes-Benz Group übergegangen.

## Weblinks

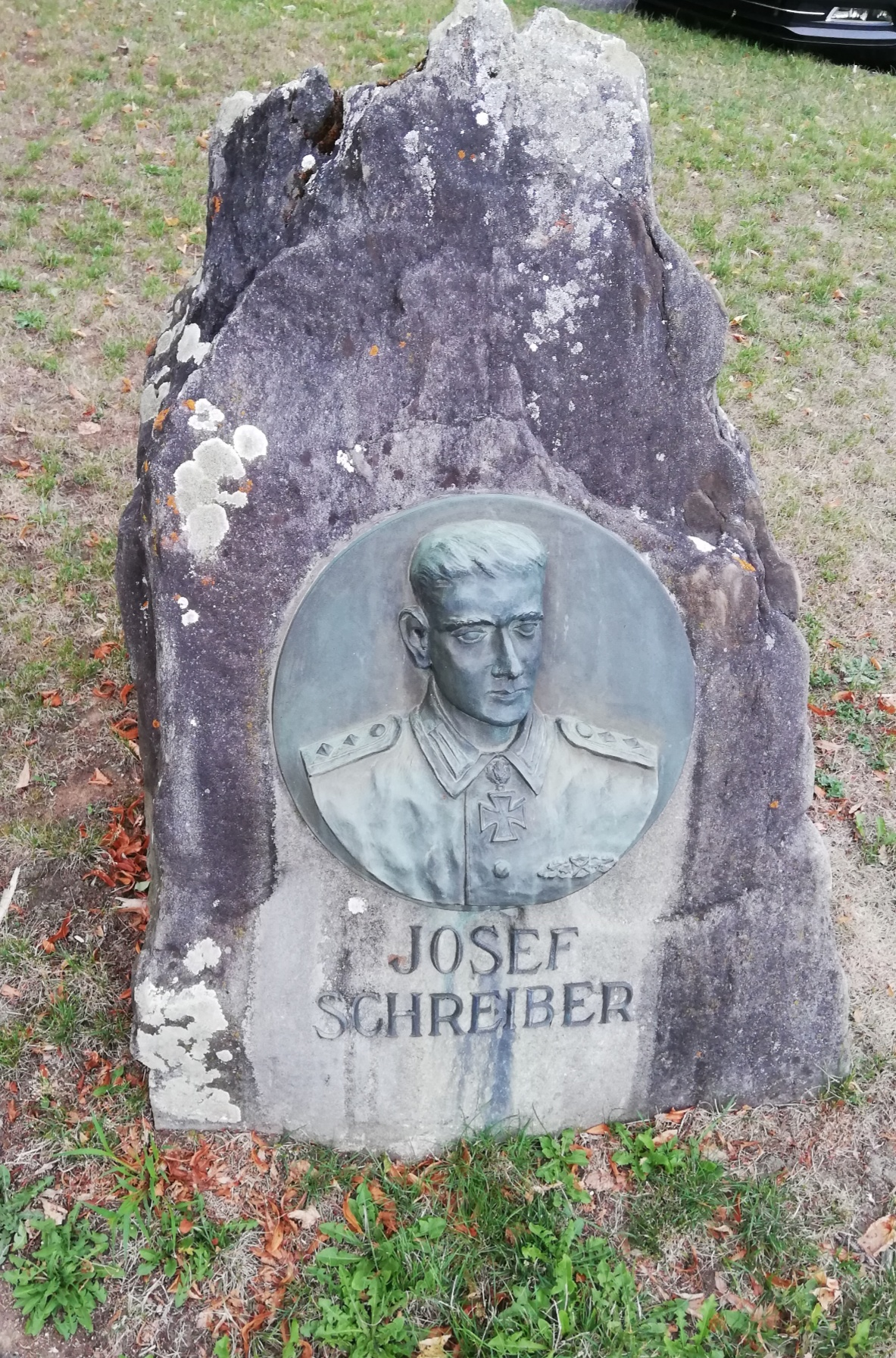
Gedenkstein Josef Schreiber in der Parkanlage.